# Kråkfjärden, Kristinestad
Kråkfjärden är en sjö i Finland. Den ligger i kommunen Kristinestad i landskapet Österbotten, i den sydvästra delen av landet, 300 km nordväst om huvudstaden Helsingfors. Kråkfjärden ligger 19 meter över havet. I omgivningarna runt Kråkfjärden växer i huvudsak blandskog. Arean är 6,5 hektar och strandlinjen är 1,73 kilometer lång. Sjön  ingår i Bottenhavets kustområde. 